# Cappelle-la-Grande
Cappelle-la-Grande (niederländisch Kappelle) ist eine französische Gemeinde mit 7865 Einwohnern (Stand 1. Januar 2022) im Département Nord in der Region Hauts-de-France. Sie gehört zum Arrondissement Dunkerque und zum Kanton Coudekerque-Branche (bis 2015: Dunkerque-Ouest). Die Einwohner heißen Cappellois(es).

## Geografie
Die Gemeinde Cappelle-la-Grande liegt fünf Kilometer südlich des Hafens von Dünkirchen am Canal de Bergues und am Canal de Bourbourg.
Umgeben wird Cappelle-la-Grande von Grande-Synthe im Nordwesten, Dünkirchen im Norden, Coudekerque-Branche im Nordosten, Téteghem-Coudekerque-Village im Osten, Bierne im Südosten und Süden sowie Armbouts-Cappel im Süden und Südwesten. Durch die Gemeinde führt die Route nationale 225.

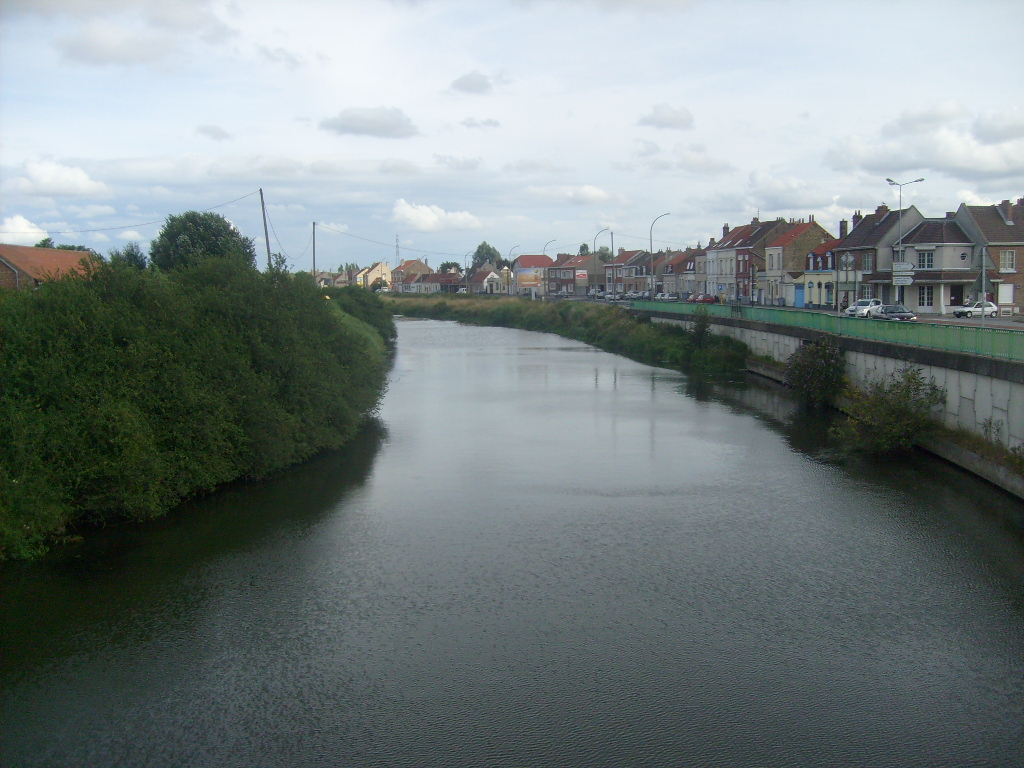
Cappelle-la-Grande am rechten Ufer des Canal de Bergues

## Bevölkerungsentwicklung
| Jahr                       | 1962 | 1968 | 1975 | 1982 | 1990 | 1999 | 2009 | 2020 |
| Einwohner                  | 4781 | 5723 | 7962 | 9186 | 8990 | 8613 | 8141 | 7953 |
| Quellen: Cassini und INSEE |      |      |      |      |      |      |      |      |

## Sehenswürdigkeiten
- Kirche Saint-Joseph
- Kirche Saint-François-d’Assise
- Palais de l’univers et des sciences de Cappelle-la-Grande („Le PLUS“), Planetarium und Ausstellungshalle
- Wasserturm

## Schach
Seit 1985 wird in Cappelle-la-Grande ein internationals Schach-Open ausgetragen, das inzwischen das größte französische Schachturnier ist mit mehr als 600 Teilnehmern.

## Persönlichkeiten
- Alain Vasseur (* 1948), Radrennfahrer
- Sylvain Vasseur (* 1946), Radrennfahrer